# Aticama
Aticama är en ort i Mexiko.   Den ligger i kommunen San Blas och delstaten Nayarit, i den centrala delen av landet, 700 km väster om huvudstaden Mexico City. Aticama ligger 13 meter över havet och antalet invånare är 1 404.
Terrängen runt Aticama är kuperad österut, men åt nordväst är den platt. Havet är nära Aticama åt sydväst. Runt Aticama är det ganska glesbefolkat, med 48 invånare per kvadratkilometer. Närmaste större samhälle är Jalcocotán, 10,3 km öster om Aticama. I omgivningarna runt Aticama växer huvudsakligen savannskog.